# Sondheim vor der Rhön
Sondheim vor der Rhön település Németországban, azon belül Bajorországban. Lakosainak száma 920 fő (2023. december 31.).

## Népesség
A település népessége az elmúlt években az alábbi módon változott:
| Lakosok száma | 673  | 654  | 1061 | 959  | 956  | 928  | 944  | 922  | 906  | 920  |
|               | 1950 | 1975 | 1987 | 2012 | 2013 | 2015 | 2016 | 2019 | 2021 | 2023 |